# Shatori Walker-Kimbrough
Shatori Walker-Kimbrough (ur. 18 maja 1995 w Baltimore) – amerykańska koszykarka, występująca na pozycji rzucającej, od 2025 zawodniczka Atlanty Dream.
27 grudnia 2020 roku została koszykarką AZS AJP Gorzów Wielkopolski. 21 października 2024 roku ponownie dołączyła do gorzowskiego klubu.
22 lutego 2021 została zawodniczką Atlanty Dream. 13 maja opuściła klub. 1 lutego 2022 przedłużyła umowę z Washington Mystics.
1 lutego 2025 zawarła kolejną w karierze umowę z Atlantą Dream.

## Osiągnięcia
Stan na 19 czerwca 2025, na podstawie, o ile nie zaznaczono inaczej.

### NCAA
- Uczestniczka rozgrywek:
  - NCAA Final Four (2015, 2016)
  - Sweet 16 turnieju NCAA (2014, 2015, 2017)
  - II rundy turnieju NCAA (2014–2017)
- Mistrzyni:
  - turnieju konferencji Big 10 (2015–2017)
  - sezonu regularnego Big 10 (2015–2017)
- Most Outstanding Player (MOP=MVP) turnieju:
  - Big Ten (2016)
  - Spokane Regional (2015)
- Zaliczona do:
  - I składu:
    - All-American (2016, 2017 przez ESPNW )
    - Big 10 (2015–2017)
    - defensywnego Big 10 (2017)

  - turnieju South Point Shootout (2017)
  - III składu All-America (2016, 2017 przez Associated Press)
  - składu honorable mention All-America (2015 przez Associated Press, 2016, 2017 przez WBCA)
- Liderka:
  - NCAA w skuteczności rzutów za 3 punkty (54,5% – 2016)
  - konferencji Big 10 w skuteczności rzutów za 3 punkty (54,5% – 2016)
- Zawodniczka tygodnia:
  - NCAA - Naismith National Player of the Week (14.02.2017)
  - Big Ten (7.12.2015; 29.02.2016)

### WNBA
- Mistrzyni WNBA (2019)
- Wicemistrzyni WNBA (2018)
- Zaliczona do I składu debiutantek WNBA (2017)

### Drużynowe
- Wicemistrzyni:
  - Polski (2025)[9]
  - Izraela (2023)[10]
- Zdobywczyni pucharu:
  - Polski (2025)[11]
  - Izraela (2023)[10]

### Indywidualne
(* – nagrody przyznane przez portal eurobasket.com)
- Najlepsza zawodniczka*:
  - defensywna ligi tureckiej (2024)[12]
  - występująca na pozycji obronnej ligi izraelskiej (2023)*[10]
- Zaliczona do*:
  - I składu:
    - ligi:
      - izraelskiej (2023)[10]
      - tureckiej (2024)[12]

    - zawodniczek zagranicznych ligi:
      - izraelskiej (2023)[10]
      - tureckiej (2024)[12]

  - II składu ligi izraelskiej (2022)[13]
- Liderka igi tureckiej w przechwytach (2024 – 2,7)[12]

### Reprezentacja
- Wicemistrzyni igrzysk panamerykańskich (2015)